# Scarrittia
Scarrittia és un gènere extint de notoungulats prehistòrics que visqueren a l'Oligocè inferior. És un dels tipus més antics coneguts d'ungulats. Se n'han trobat restes fòssils a l'Argentina i l'Uruguai.